# Schloss Eberstein (Eberstein)

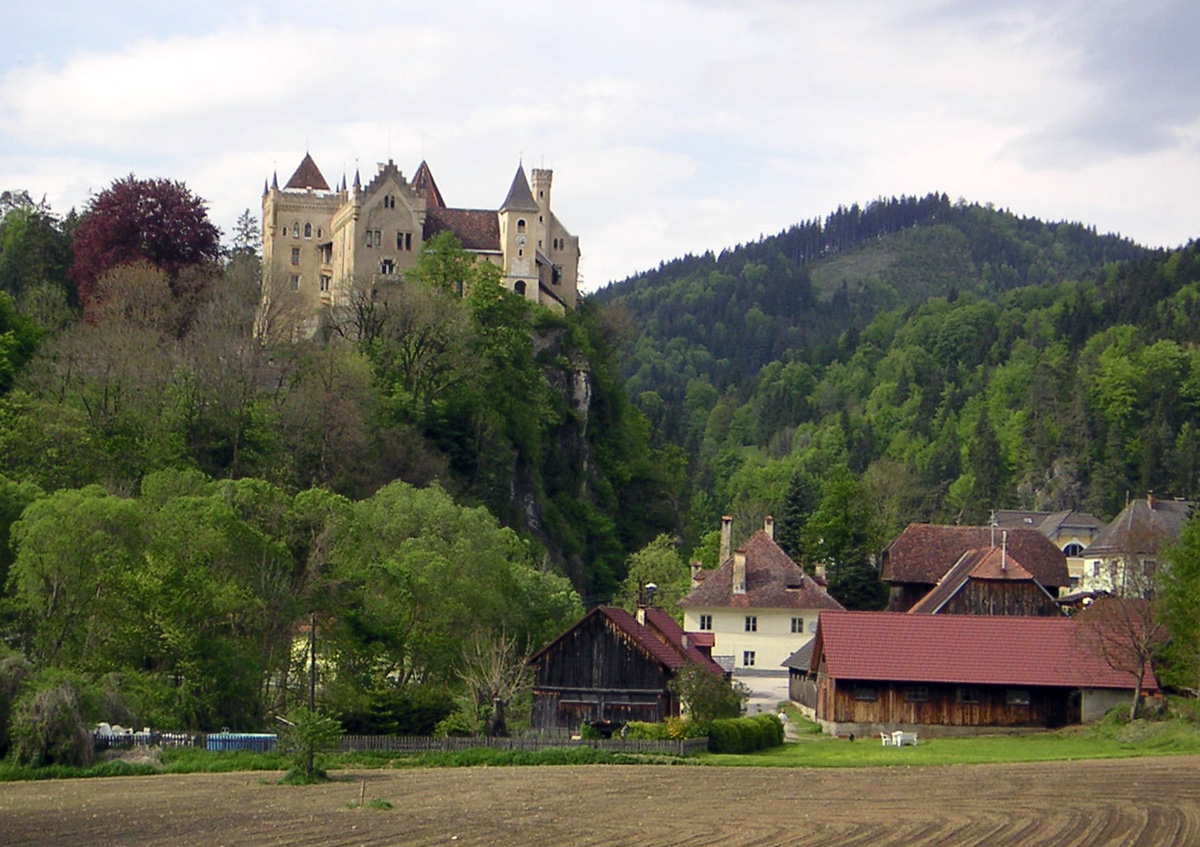
Schloss Eberstein

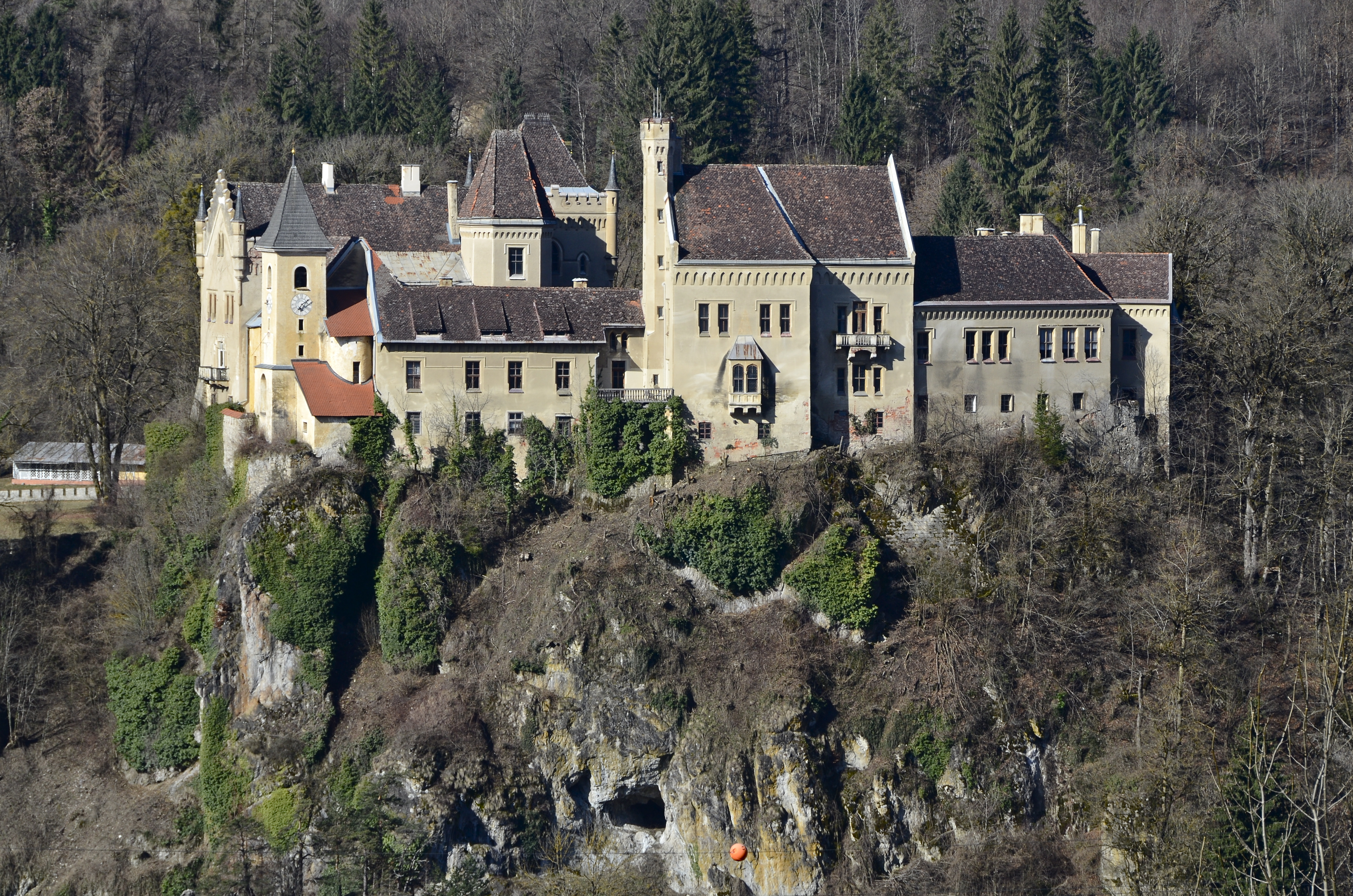
Schloss Eberstein

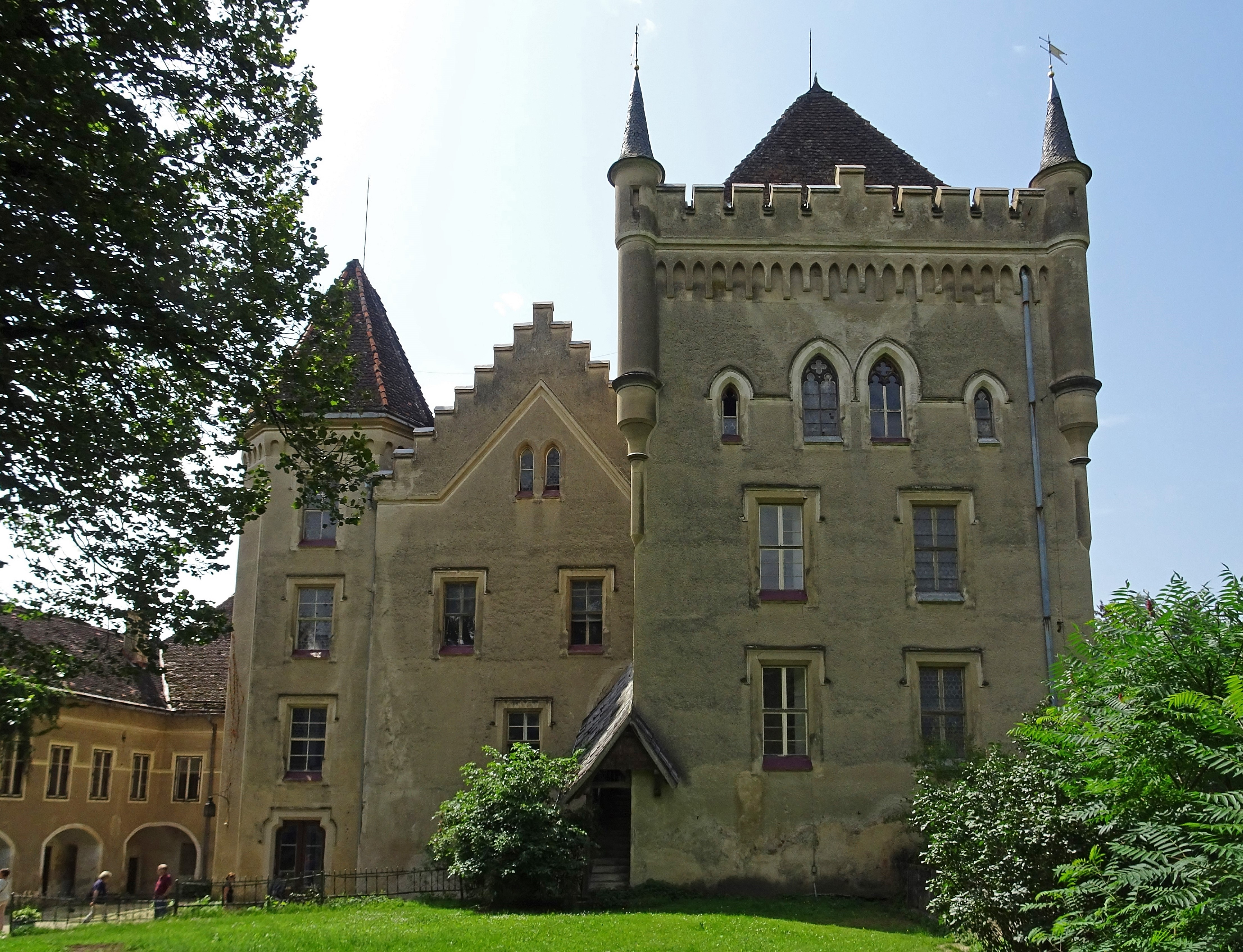
Rechts im Bild der mächtige Torturm vom Schlosshof aus gesehen

Das Schloss Eberstein steht auf einem steil aufragenden Felsen über dem Görtschitztal im Nordosten des österreichischen Bundeslands Kärnten. Es war namensgebend für die Gemeinde Eberstein, zu deren Gemeindegebiet der Burgfelsen heute zählt.

## Geschichte

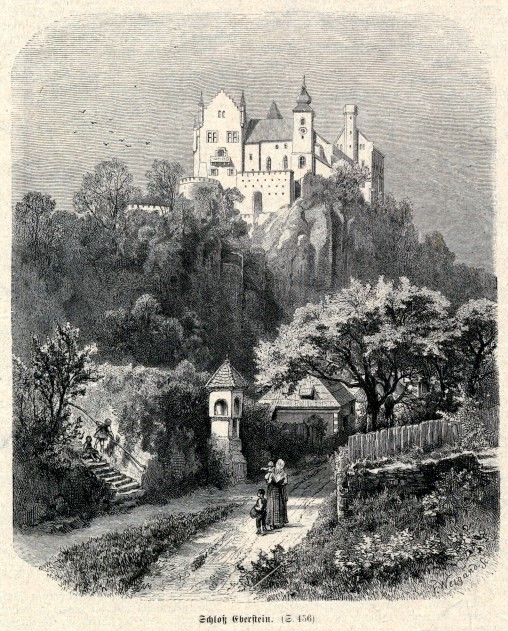
Holzstich von Richard Püttner um 1875

Die ursprüngliche, im 11. Jahrhundert (1078) erstmals erwähnte Burg Eberstein existiert heute nicht mehr. Die Wehranlage, im 17. Jahrhundert bereits als verfallen bezeichnet, lag höher oben am Berg (Gutschen). Ihre bis Mitte des 20. Jahrhunderts erkennbaren Reste fielen dem Dolomitwerk zum Opfer. Die untere Burg, das heutige Schloss Eberstein war eine um einen Innenhof gruppierte Ansammlung von Wohnbauten. Die Burg geht auf eine Auseinandersetzung zwischen dem Salzburger Erzbischof und dem Kaiser zurück. Eberstein und Friesach waren Salzburger Stützpunkte. 1223 wird zwischen einem Wehrturm (Alt - Eberstein) und dem niederen Haus (Kirchhof) unterschieden. 1433 stirbt mit Eustach von Eberstein der letzte Ebersteiner.
Im 14. Jahrhundert war die Burg im Besitz von Görzer Ministerialen, die sich nach ihr „Herren von Eberstein“ nannten. Nach deren Aussterben erwarb Moritz Welzer im Jahr 1457 deren Herrschaft und Sitz. Unter den Welzern wurde die untere Burg in der zweiten Hälfte des 16. Jahrhunderts ausgebaut. Die Welzer mussten, da sie als Protestanten im Zuge der Gegenreformation zur Auswanderung gezwungen wurden, verkaufen. Das Schloss ging 1630 an die Grafen Christalnigg über.
Unter der Gewerkenfamilie Christalnigg, die im Hüttenberger Bergbau reich geworden war, erlebte die Herrschaft Eberstein ihre größte Blüte. Zum Besitz gehörten Ende des 18. Jh. unter anderem Gillitzstein, Hornburg, Waisenberg, Mittertrixen, Hagenegg bei Eisenkappel, ein Stadtpalais in Klagenfurt (siehe Palais Christalnigg), Hüttenanlagen in Eberstein, Brückl, Rechberg, Obere und Untere Vellach, wozu später noch Schloss Schletterhof in St. Donat und Schloss Meiselberg kamen.
1851 und 1868 erfolgte unter Anleitung von Graf Alfred Christian Carl Christalnigg ein weitgehender Umbau zum heutigen Schloss Eberstein in historisierenden, neugotischen Formen („Tudorgotik“). Das Schloss besteht seit seiner Erneuerung im 19. Jahrhundert aus ineinander verschachtelten Baukomplexen, mit Treppengiebeln, Zinnenbekrönung und erkerartig angesetzten Türmchen.
Mit dem Niedergang des Kärntner Bergbaus und dem erstarkenden Bürgertum war der extensive Lebensstil des Landadels nicht mehr finanzierbar. Die meisten Christalnigg'schen Schlösser standen in der zweiten Hälfte des 19. Jahrhunderts so gut wie leer. Bis 1935 war Eberstein im Besitz der Familie Christallnigg. Heute ist das Schloss – wie auch das burgenländische Kastell Festetics – in Besitz des Arztes Sigurd Hochfellner.
Die erste Frau des letzten Ebersteiner Grafen Oskar Christalnigg, Gräfin Lucy Bellegarde, wurde durch einen selbstlosen Hilfseinsatz im Ersten Weltkrieg bekannt. Sie fuhr am 10. August 1914, also zu Beginn des Ersten Weltkrieges, in einem Auto, um Waren für das Rote Kreuz abzuholen. In Brezovo südlich von Srpenica im Sočatal (Isonzotal) wurde sie – möglicherweise versehentlich – erschossen. Die Familiengruft der Christalniggs ist in St. Georg am Weinberg, wobei einige Familienmitglieder auch in St. Michael am Zollfeld begraben sind.

### Die Schlosskapelle

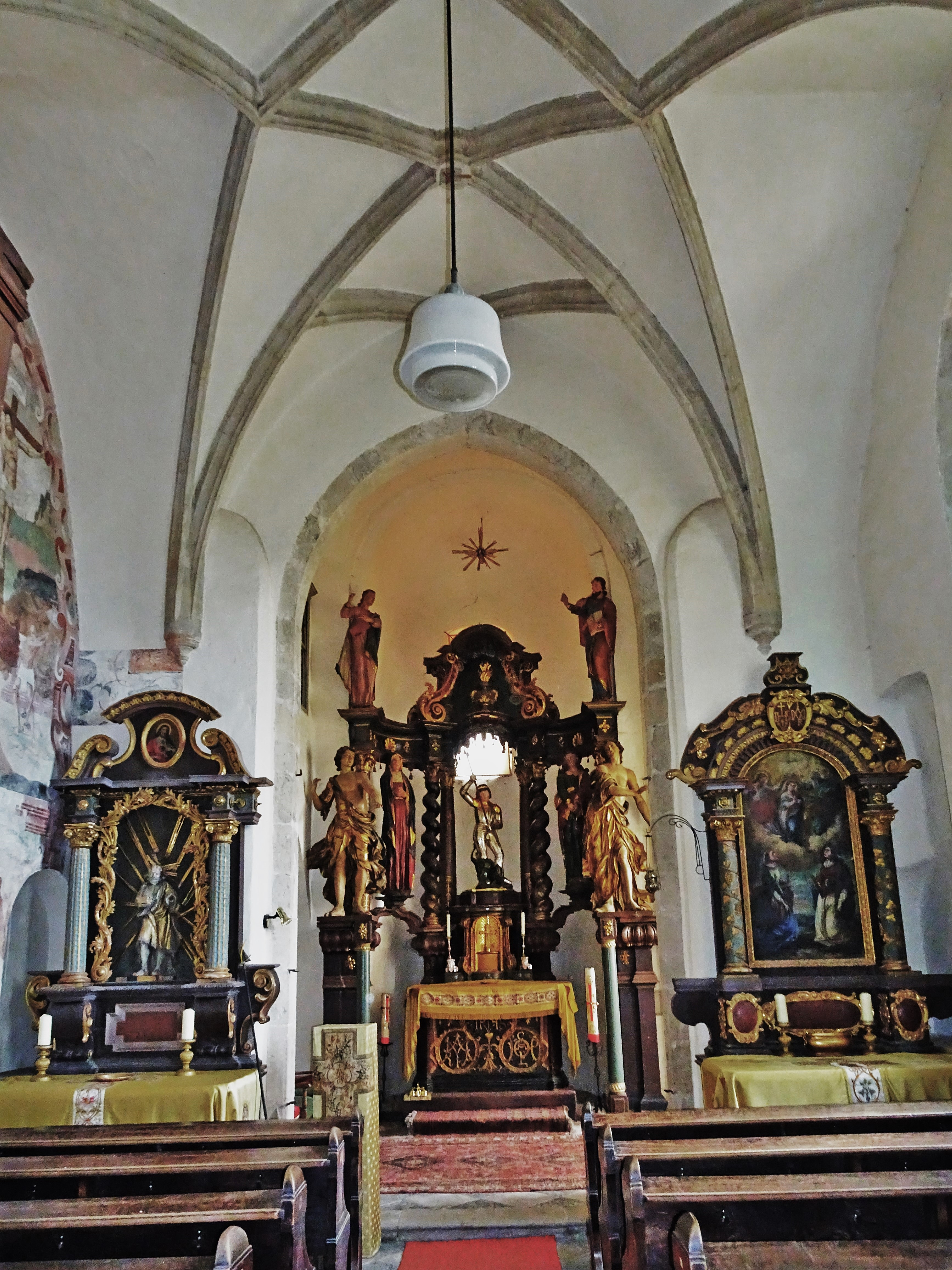
Innenansicht der Burgkapelle

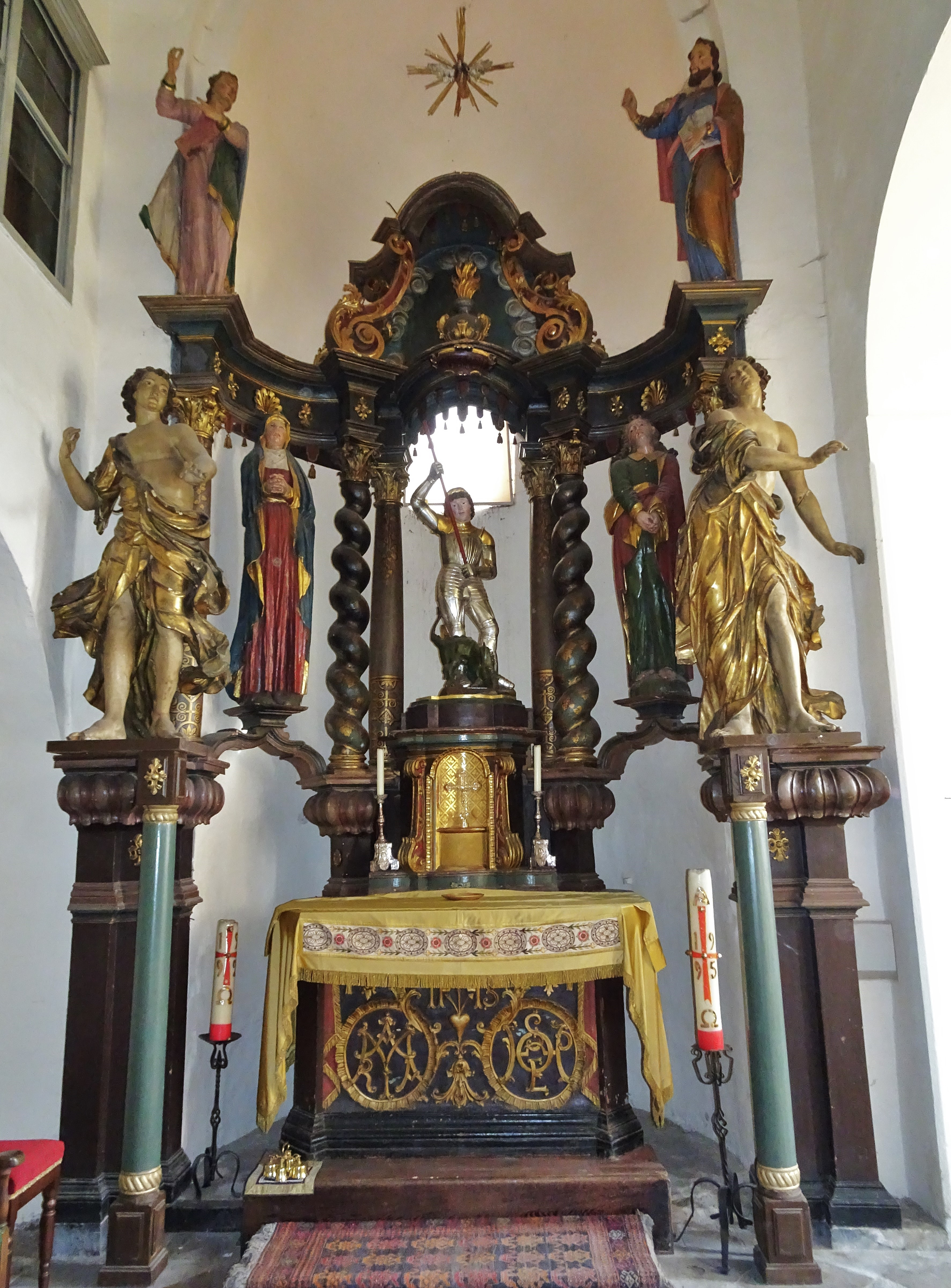
Der Hochaltar

An der Südseite ist dem Komplex die Kirche St. Georg zugefügt; sie wurde 1252 erstmals urkundlich erwähnt. Die heutige Burgkapelle war lange Zeit Pfarrkirche. Die Glasmalerei der Fenster stammt aus dem 19. Jahrhundert. Ein freigelegtes Wandfresko – die deutschsprachigen Inschriften weisen auf die Reformationszeit – stellt rechts das Neue Testament dem Alten Testament links sinnbildlich gegenüber. Die Brüstung der Empore aus dem 19. Jahrhundert ist mit Brustbildern der Apostel bemalt.
Zur Einrichtung der Kapelle gehören der Hochaltar und zwei Seitenaltäre. Die Figuren des Hochaltars sind unterschiedlicher Herkunft. Im Zentrum steht der hl. Georg.

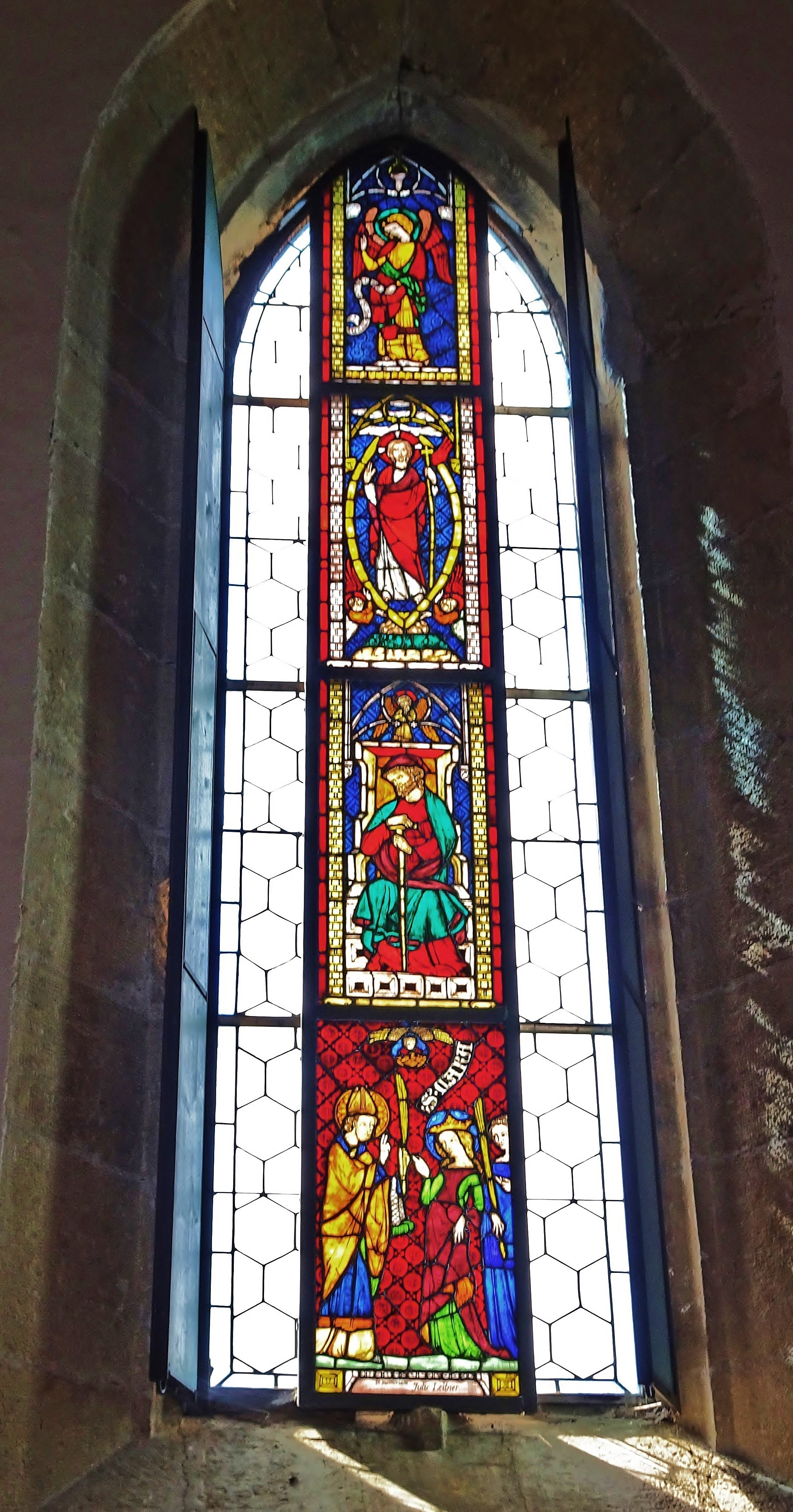
Bemaltes Fenster der Schlosskapelle
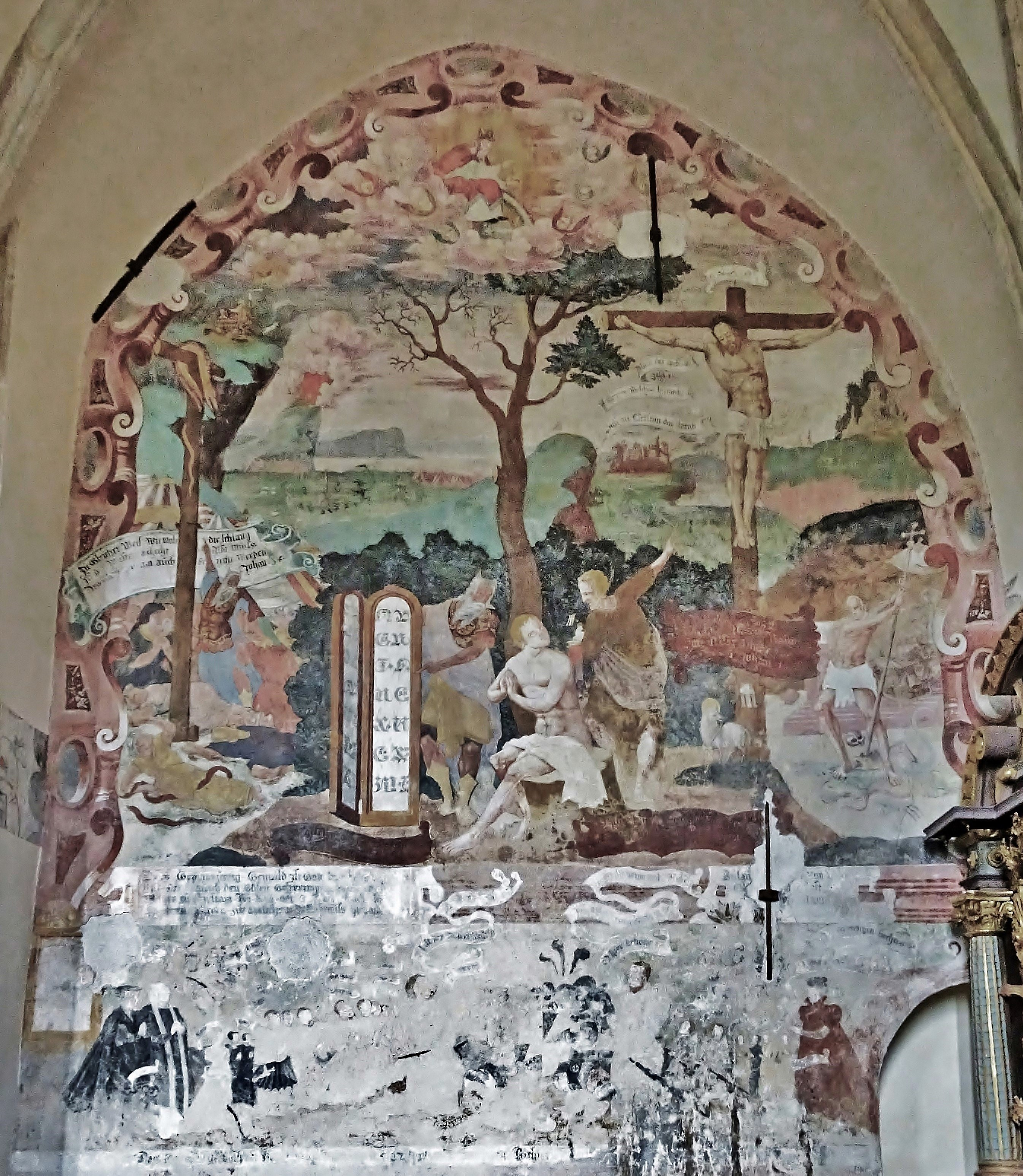
Wandfresko
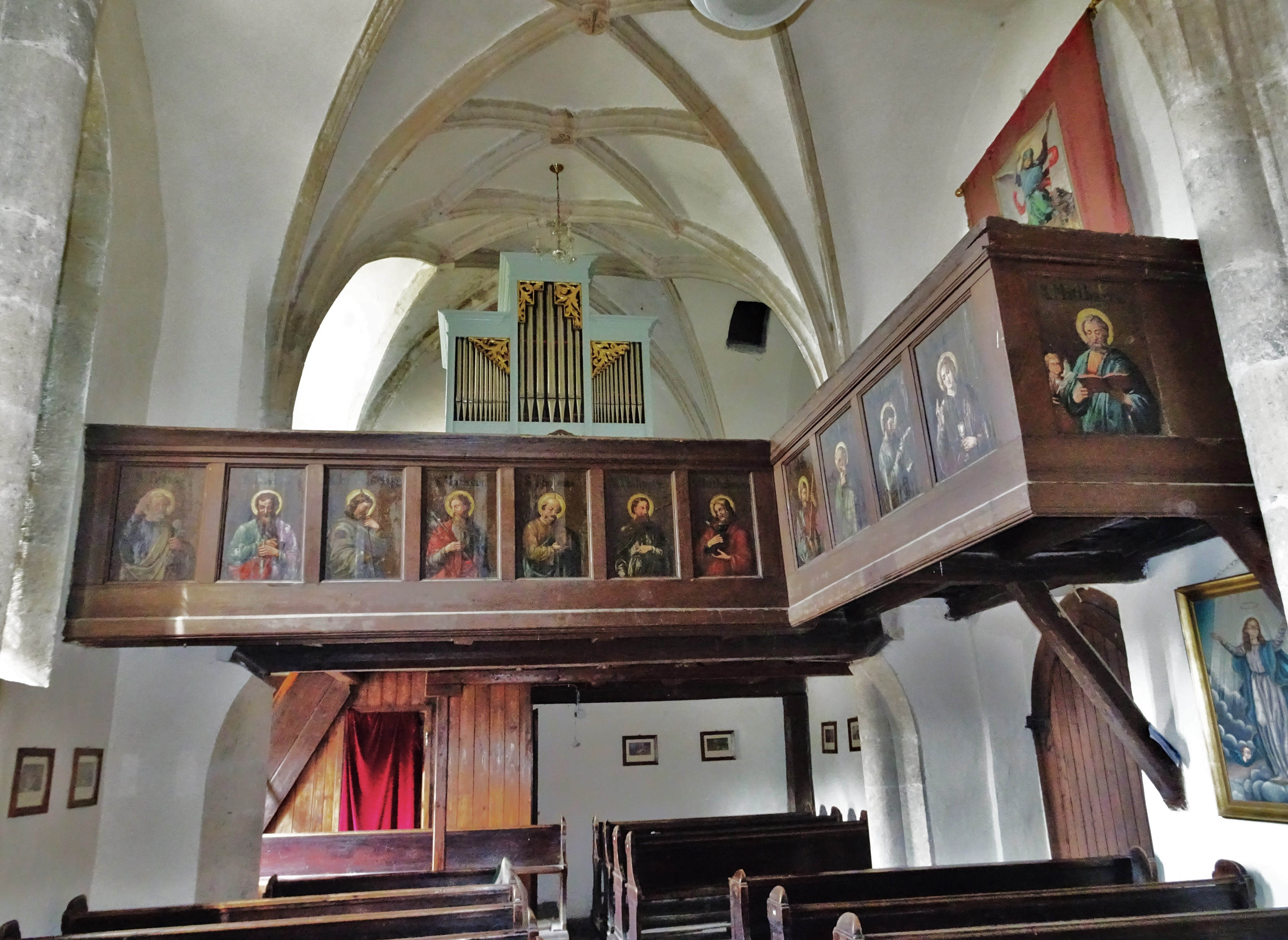
Die Empore